# Jørgen af Danmark
Prins Jørgen af Danmark (i England kendt som Prince George of Denmark) (2. april 1653 – 28. oktober 1708) var en dansk prins, der var søn af Frederik 3. og Dronning Sophie Amalie. Han var britisk prinsgemal som ægtefælle til dronning Anne af Storbritannien. 

## Biografi
Prins Jørgen blev født den 2. april 1653 på Københavns Slot som den tredje og yngste søn af Frederik 3. 
og dronning Sophie Amalie (født prinsesse af Braunschweig-Lüneburg). 
Han giftede sig med prinsesse Anne i 1683. Hun var datter af den katolske hertug af York, den senere kong Jakob 2. af England. Som protestant sluttede prins Jørgen sig i 1688-1689 til Vilhelm af Oraniens parti. Da Vilhelm blev konge af England, udnævnte han prins Jørgen til hertug af Cumberland. Da Anne blev dronning i 1702, udnævnte hun sin mand til storadmiral af Irland. 
I 1702-1708 var prins Jørgen også marineminister (Lord High Admiral). Efter prinsens død var dronning Anne marineminister i en kort periode. 
Hans ægteskab med Anne var lykkeligt, skønt 18 svangerskaber mellem 1684 og 1700 kun resulterede i én søn, William, hertug af Gloucester, som overlevede spædbarnsårene, kun for at dø af kopper i 1700 som 11-årig. Som det var tilfældet med mange andre medlemmer af de kongelige og adelen, er denne lave overlevelsesrate et ret stærkt indicium på, at prins Jørgen led af syfilis. En anden teori er, at Anne overførte hæmolytisk smitte til de nyfødte (rhesus-sygdommen).[kilde mangler]. Efter dronning Annes død tilfaldt den britiske trone kurfyrsten af Hannover.
Prins Jørgen døde 55 år gammel den 28. oktober 1708 på Kensington Palace i London.